# Andrij Mandzij
Andrij Wasylowycz Mandzij (ukr. Андрій Васильович Мандзій, ur. 19 lutego 1988 w Krzemieńcu) – ukraiński saneczkarz w konkurencji jedynek, uczestnik Zimowych Igrzysk Olimpijskich 2014, 2018 i 2022.
Zawodnik klubu Kołos Tarnopol.